# Execução da Praça da Cidade Velha

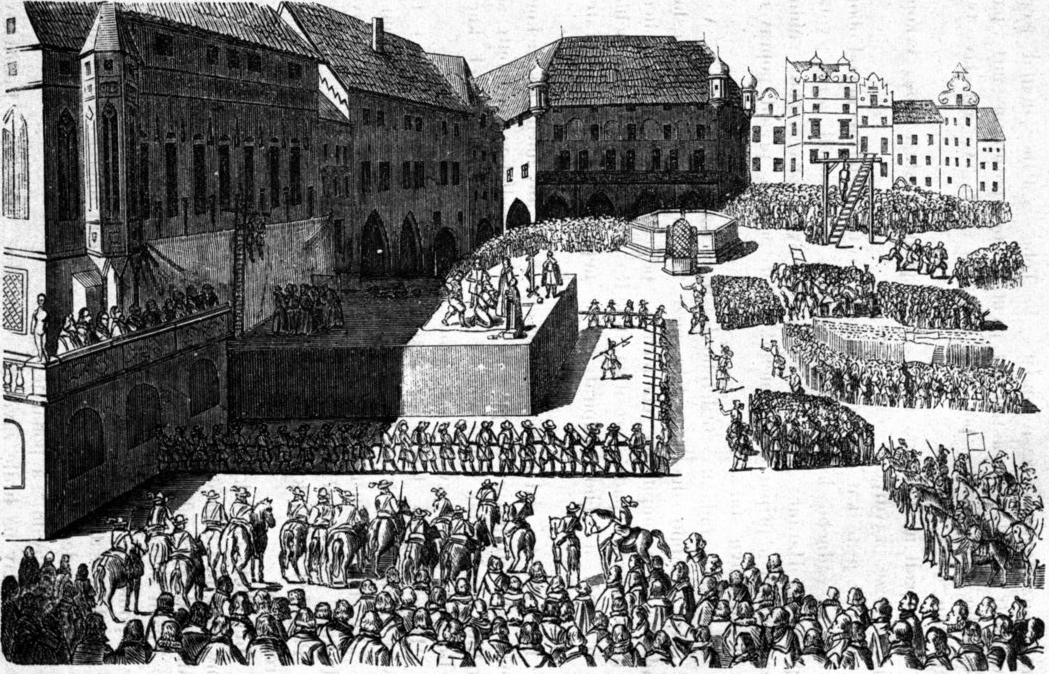
Desenho do século 19 por xilogravura mais antiga, retratando a execução

A execução da Praça da Cidade Velha (em checo: Staroměstská exekuce) foi a execução de 27 líderes boêmios (três nobres, sete cavaleiros e 17 burgueses) da Revolta Boêmia pela Casa Austríaca de Habsburgo que ocorreu em 21 de junho de 1621 na Praça da Cidade Velha em Praga.
Após a Defenestração de Praga em 1618 e subsequente revolta protestante das propriedades boêmias contra os Habsburgos católicos resultou na Guerra dos Trinta Anos e uma derrota final na Batalha da Montanha Branca, os Habsburgos se vingaram e executaram alguns dos principais líderes da revolta, embora com alguns outros a punição tenha sido reduzida e alguns tenham sido perdoados.

## Execução
A execução dos 27 líderes da Revolta dos Estados Boêmios começou em 21 de junho de 1621 em Praga, na Praça da Cidade Velha. O carrasco era um utraquista, então eles podiam orar antes da execução.

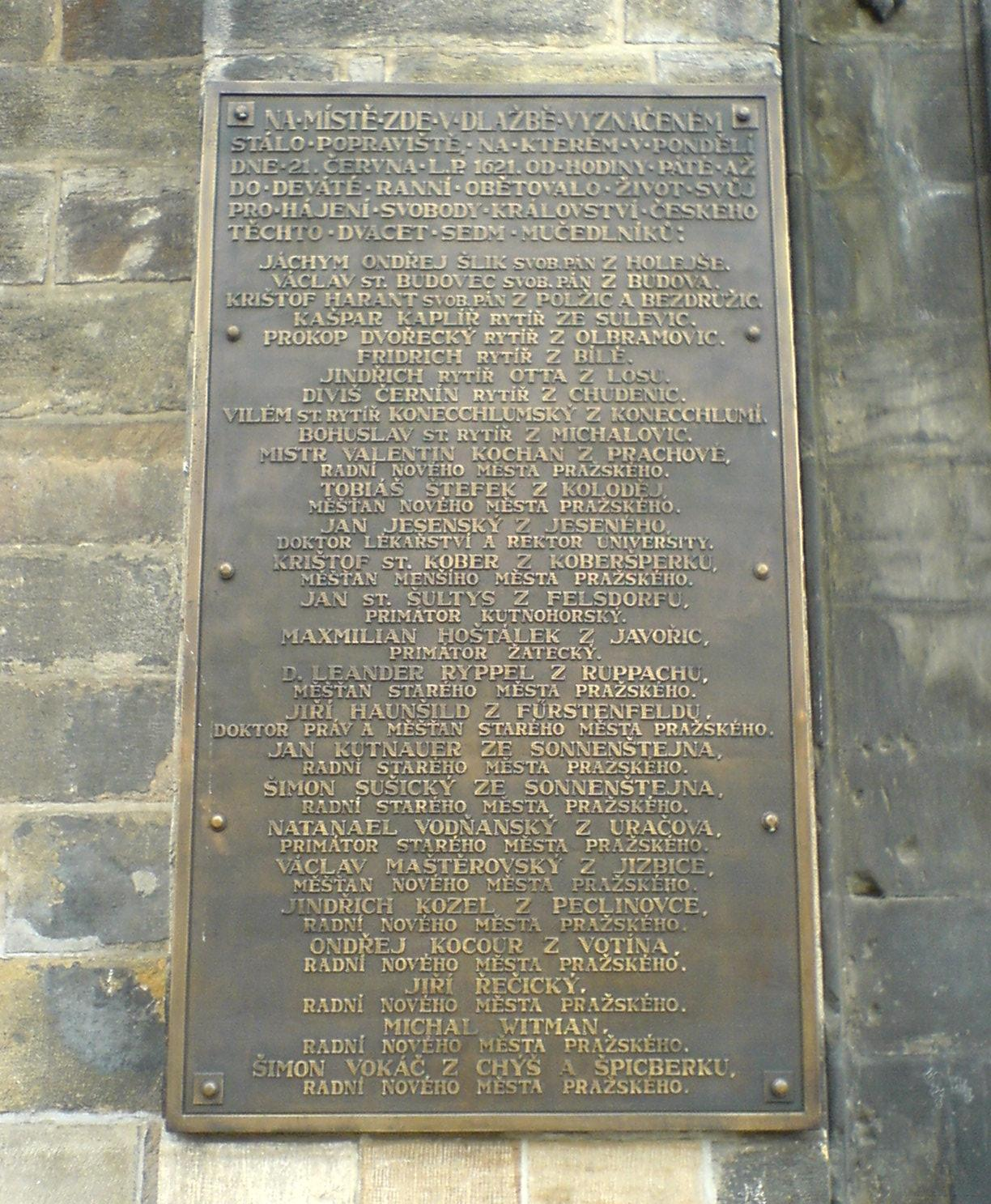
Placa comemorativa com nomes dos executados na Prefeitura da Cidade Velha

Joachim Andreas von Schlick foi decapitado primeiro. Seguiu-se a execução de Jan Jesenius, cuja língua foi cortada primeiro, depois foi decapitado. Seu corpo foi esquartejado e as partes empaladas em estacas. Jan Jesenius foi punido severamente por várias razões: em primeiro lugar, ele convenceu a Hungria a romper com o imperador e, em segundo lugar, ele escreveu um tratado político-filosófico Pro vindiciis contra tyrannos (pt: Um tirano pode ser derrubado pelo povo?). Outros foram decapitados pela espada; alguns deles tiveram a mão direita cortada primeiro. Os membros da Unidade dos Irmãos foram enforcados, o que foi a morte mais vergonhosa para eles.
Corpos sem cabeça foram entregues às famílias, que os enterraram. Doze cabeças foram colocadas em cestos de ferro e presas pelo carrasco à Torre da Ponte da Cidade Velha.  As cabeças ficaram penduradas lá até a invasão do exército saxão ocorrer aqui em 1631.
O funcionário da cidade Mikuláš Diviš foi pregado na forca pela língua por uma hora por receber Frederico V do Palatinado em sua chegada a Praga. Alguns nobres envolvidos na revolta escaparam para o exílio, como Jindřich Matyáš Thurn. Martin Fruwein z Podolí também era esperado para ser executado, mas ele cometeu suicídio pulando da Torre Branca do Castelo de Praga.

## Lista dos executados
| 1. Joachim Andreas von Schlick 2. Václav Budovec of Budov ( cs, de) 3. Kryštof Harant of Polžice and Bezdružice 1. Kašpar Kaplíř of Sulevice ( cs, de) 2. Prokop Dvořecký of Olbramovice ( cs) 3. Fridrich of Bílá ( cs, de) 4. Jindřich Otta of Los ( cs) 5. Diviš Černín of Chudenice ( cs, de) 6. Vilém Konecchlumský of Konecchlumí ( cs) 7. Bohuslav of Michalovice ( cs) | 1. Valentin Kochan of Prachová ( cs) 2. Tobiáš Štefek of Koloděje ( cs) 3. Jan Jesenius 4. Kryštof Kobr of Koberštejn ( cs) 5. Jan Šultys of Felsdorf ( cs) 6. Maxmilián Hošťálek of Javořice 7. Jan Kutnauer of Sonnenštejn ( cs) 8. Simeon Sušický of Sonnenštejn ( cs) 9. Nathanaél Vodňanský of Uračov ( cs) 10. Václav Maštěrovský of Jizbice ( cs) 11. Jindřich Kozel of Peclinovec ( cs) 12. Ondřej Kocour of Votín ( cs) 13. Jiří Řečický ( cs) 14. Michal Witmann ( cs) 15. Simeon Vokáč of Chyše ( cs) 16. Leander Rüppel of Ruppach ( cs) 17. Jiří Hauenšild of Fürstenfeld ( cs) |

## Consequências

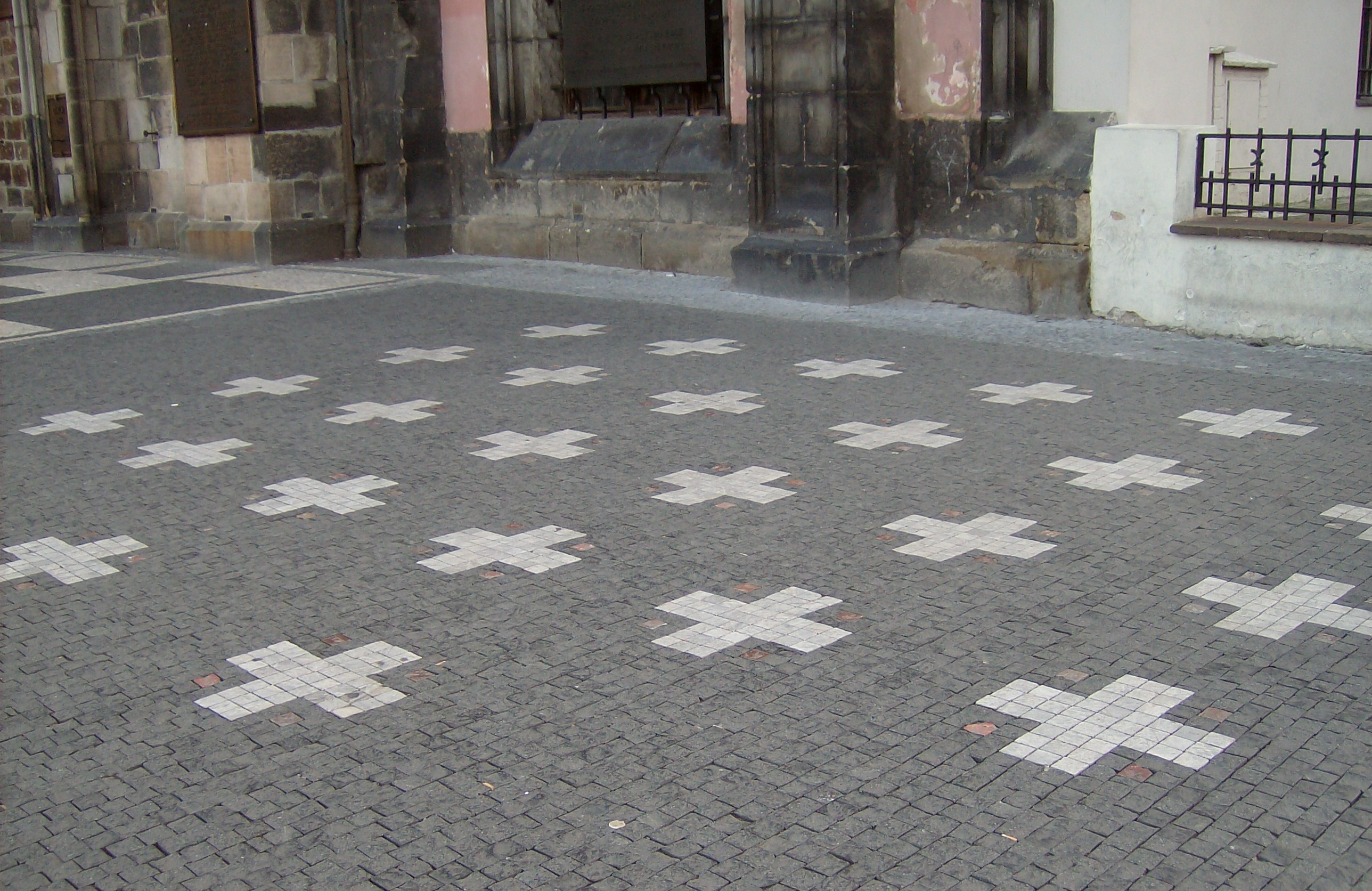
27 cruzes afluentes no local da execução na Praça da Cidade Velha

A execução foi apenas uma das consequências da Revolta Boêmia, que fracassou. Outras consequências foram a posse da coroa real boêmia nas mãos dos Habsburgos (agora hereditária), o que significou mais quase 300 anos de sua dominação. Outra grande consequência foi a subsequente recatholização, e como 75-90% dos boêmios eram protestantes, isso significou uma grande onda de emigrantes (que era a maioria da inteligência boêmia). A língua alemã tornou-se totalmente igual à língua tcheca, então a germanização de toda a população (não apenas da nobreza) também foi realizada.
A espada do carrasco, em cuja lâmina estão gravados os nomes de onze executados, está nas coleções da Casa Hus (Husův dům) em Praga. No entanto, é provável que seja uma espada falsa, já que na lista na lâmina está gravado o nome de Jan Kutnauer, que na verdade foi enforcado.
Naquela época havia uma luta pelo equilíbrio na Europa, a Europa estava dividida em monarquia católica e protestante, absolutista e monarquia de propriedades. O próprio levante desencadeou um conflito para o qual as potências já se encaminhavam. A execução na Praça da Cidade Velha celebrou para o partido católico-hispano-o o triunfo da vitória.